# Superliga Española de Hockey Hielo 1975/1976
Sezóna 1975/1976 byla 4. sezonou Španělské ligy ledního hokeje. Vítězem se stal CHH Txuri-Urdin.

## Týmy
- CH Barcelona-Catalunya
- FC Barcelona
- Casco Viejo Bilbao
- CH Jaca
- CH Jaca B
- CH Las Palmas
- CH Madrid
- CH Portugalete
- CHH Txuri-Urdin
- Real Sociedad
- CH Vitoria/AD Roller Gasteiz

## Konečná tabulka
| Poř | Tým                          | Z  | V  | R | P  | Skóre  | B  |
| --- | ---------------------------- | -- | -- | - | -- | ------ | -- |
| 1   | CHH Txuri-Urdin              | 20 | 18 | 1 | 1  | 221:18 | 37 |
| 2   | FC Barcelona                 | 20 | 18 | 0 | 2  | 270:43 | 36 |
| 3   | Casco Viejo Bilbao           | 20 | 16 | 0 | 4  | 215:88 | 32 |
| 4   | CH Jaca                      | 20 | 12 | 0 | 7  | 264:67 | 26 |
| 5   | Real Sociedad                | 20 | 12 | 1 | 7  | 125:90 | 25 |
| 6   | CH Barcelona-Catalunya       | 20 | 12 | 0 | 8  | 144:97 | 24 |
| 7   | CH Portugalete               | 20 | 6  | 1 | 13 | 67:116 | 13 |
| 8   | CH Pirineos Jaca B           | 20 | 5  | 1 | 14 | 75:137 | 11 |
| 9   | CG Puigcerda                 | 20 | 4  | 0 | 16 | 75:206 | 7  |
| 10  | CH Nogaro Bilbao             | 20 | 3  | 0 | 17 | 26:305 | 6  |
| 11  | CH Vitoria/AD Roller Gasteiz | 20 | 1  | 0 | 19 | 26:342 | 2  |